# Biserica de lemn din Tălpășești

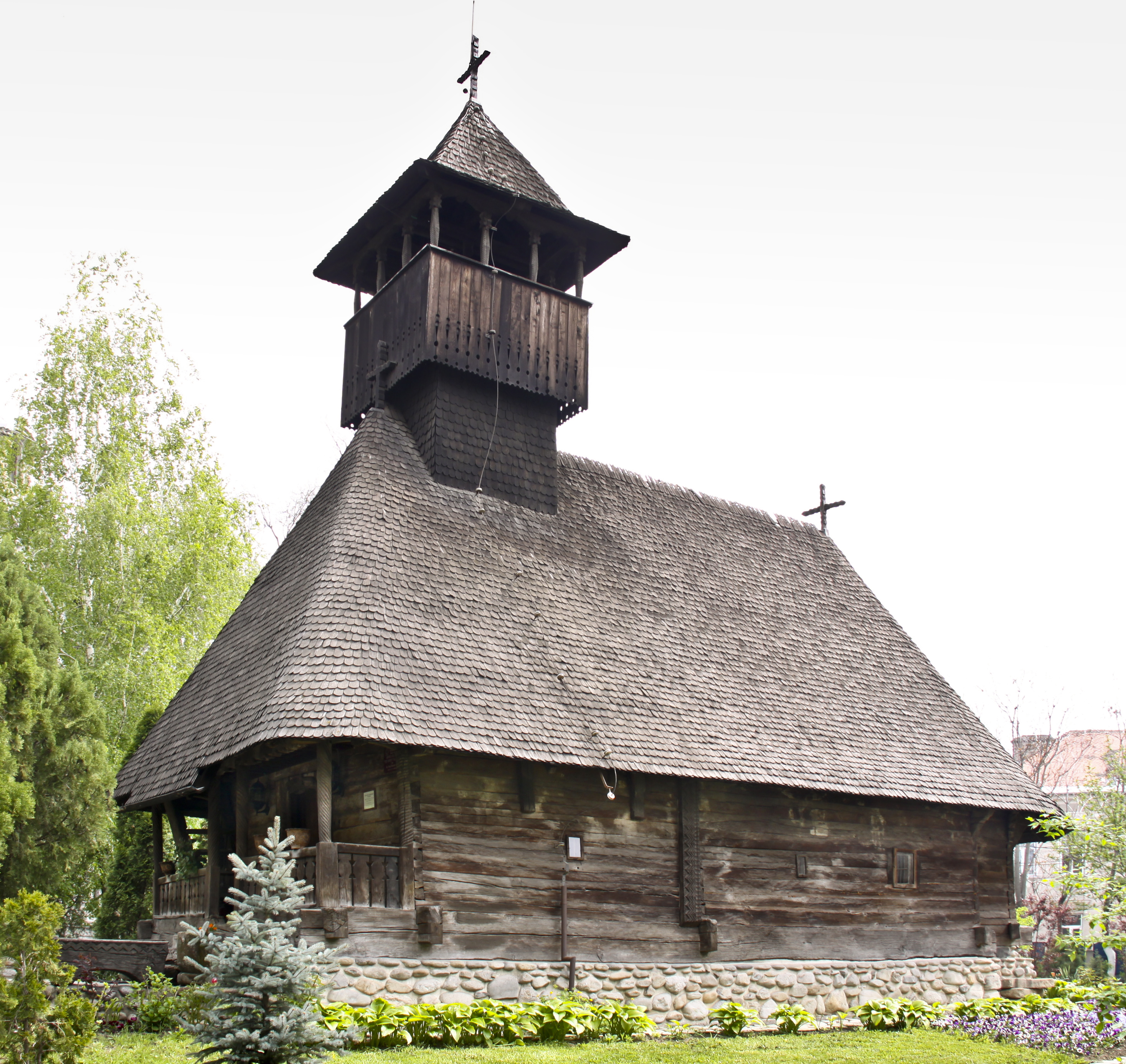
Biserica de lemn din Tălpăşeşti, transferată în incinta sediului Mitropoliei Olteniei din Craiova. Foto: aprilie 2010.

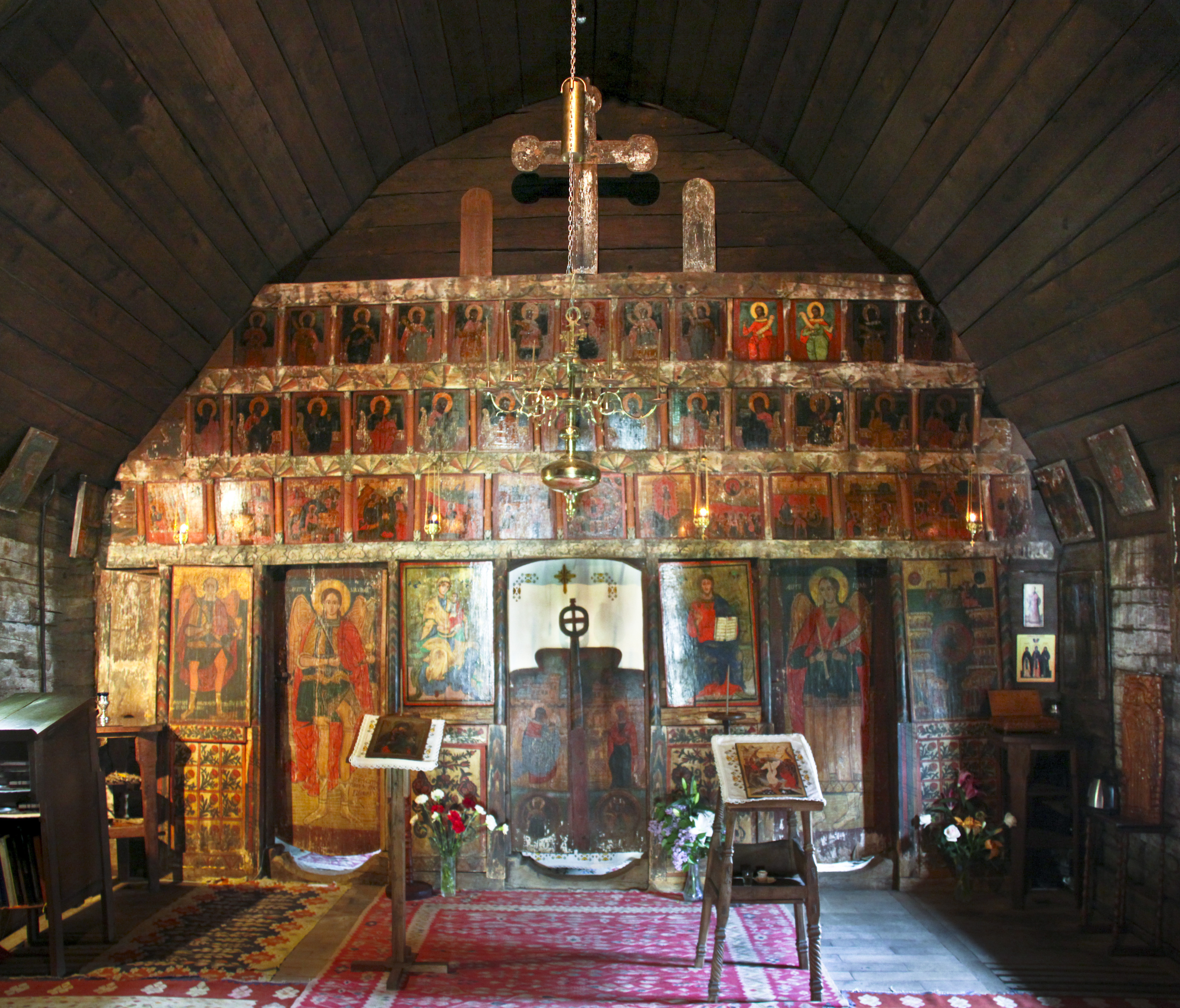
Interiorul naosului, iconostasul. Foto: aprilie 2010.

Biserica de lemn din Tălpășești, comuna Bălești, județul Gorj, cu hramul „Toți Sfinții”, a fost construită în jurul anului 1780. A fost transferată și salvată în curtea Mitropoliei Olteniei din Craiova în 1975, unde împlinește funcția de paraclis mitropolitan. Biserica se află pe noua listă a monumentelor istorice sub codul LMI:  GJ-II-m-B-09395.

## Istoric
Înainte de a fi strămutată din satul Tălpășești la Craiova, Biserica „Toți Sfinții“ a îndeplinit rolul de biserică de enorie. Este ctitorită de monahul Daniil, viețuitor al Mănăstirii Tismana, originar din satul Tălpășești. Nu se știe cu exactitate data construcției, însă însemnările de pe cărțile de cult ale bisericii arată cum că biserica ar fi fost dată în folosința cultului în anul 1785, atunci când Drăghici Boca, numele de mirean al monahului Daniil de la Tismana împreună cu alți locuitori ai satului cumpărau un Ohtoih mic, donându-l „la biserica de la Tălpășești cu hramul Tuturor Sfinților”. Tot în acest sens există ca mărturie o inscripție de pe o icoană, care face parte din zestrea inițială a bisericii. Așadar, construcția bisericii poate fi localizată între anii 1780-1785.
La sfârșitul anului 1821, a fost prădată de armatele turcești care veniseră aici ca să înnăbușe revoluția lui Tudor Vladimirescu. Acum au fost furate numeroase obiecte de cult. În toamna anului următor, biserica va fi restaurată prin purtarea de grijă a localnicilor de aici și a restauratorilor: Ciauși Matei Corneanu și Constantin Chilea.
În anul 1860, Biserica „Toți Sfinții“ din satul Tălpășești a cunoscut transformări importante, fiind restaurată în totalitate de meșterul zugrav „Dimitrie ot Cornești“, cunoscut în zonă pentru că restaurase mai multe lăcașuri de cult. Astfel, bisericii i-au fost schimbate acoperișul, precum și zugrăveala interioară și exterioară care a fost refăcută în tempera.
Din anul 1894, interesul localnicilor pentru bisericuța de lemn a scăzut, deoarece în sat a început construirea unei biserici noi, din zid, care în 1905 a fost dată în folosința cultului. Din acest an, biserica de lemn a fost părăsită, iar cu vremea s-a degradat. Ca o soluție la aceasta problemă, Arhiepiscopia Craiovei a hotărât strămutarea bisericii din Tălpășeștii Gorjului, la Craiova, în curtea Arhiepiscopiei. Lucrările de strămutare au fost coordonate de patriarhul Teoctist, arhipăstorul Olteniei din acea perioadă, care a obținut cu greu aprobările autorităților locale pentru această acțiune. În anul 1975, biserica a fost adusă în curtea Arhiepiscopiei, iar în anul 1976 lucrările de reasamblare au fost duse la bun sfârșit. La acțiunea de remontare a elementelor de lemn au participat specialiști, elevi ai Seminarului Teologic din Craiova, meșteri lemnari din satul Tălpășești, personalul Arhiepiscopiei etc. A devenit paraclis mitropolitan o dată cu terminatrea lucrărilor de reansamblare și reconsolidare din anul 1976.

## Imagini din exterior

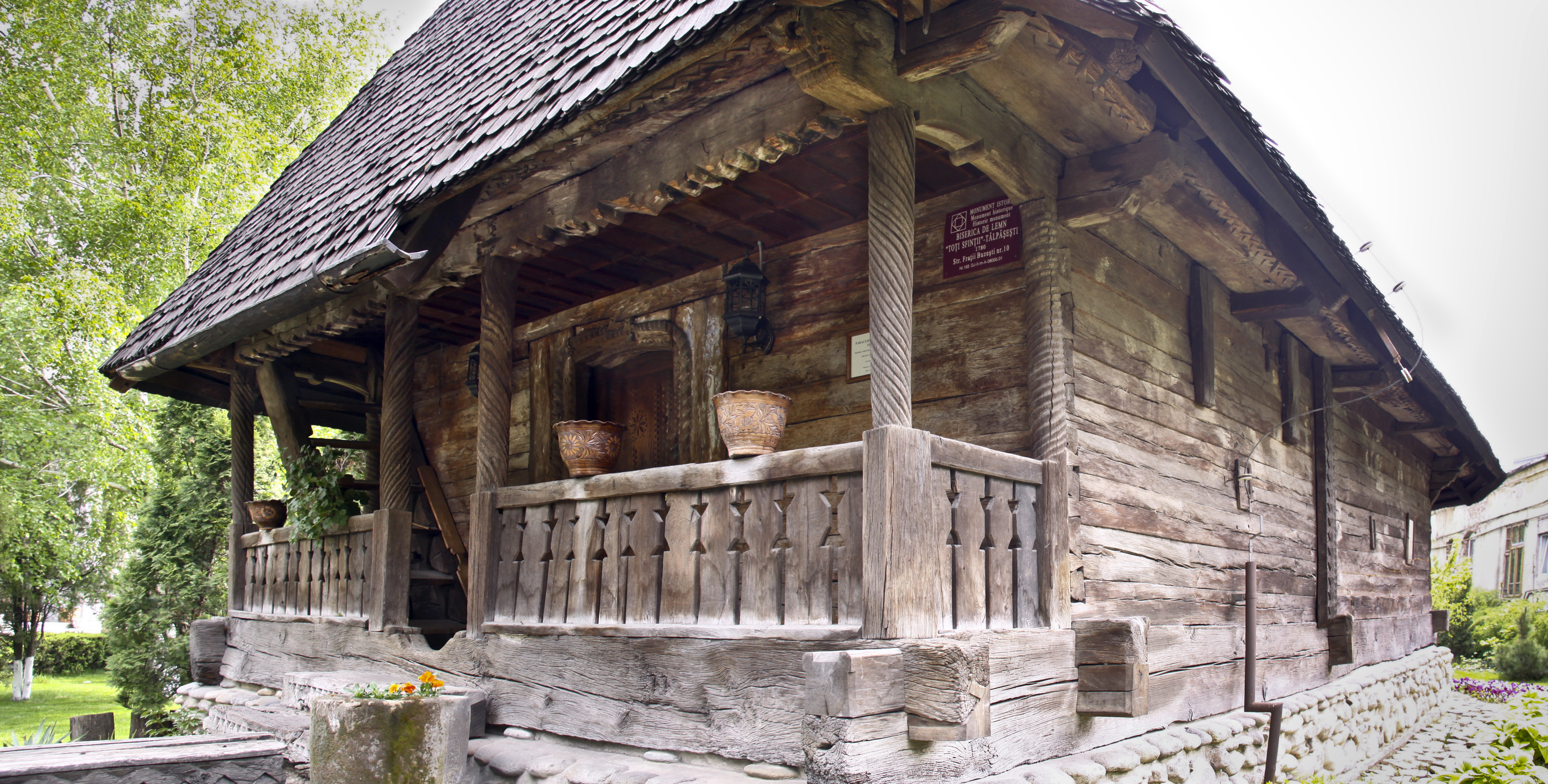
butea, sud-vest
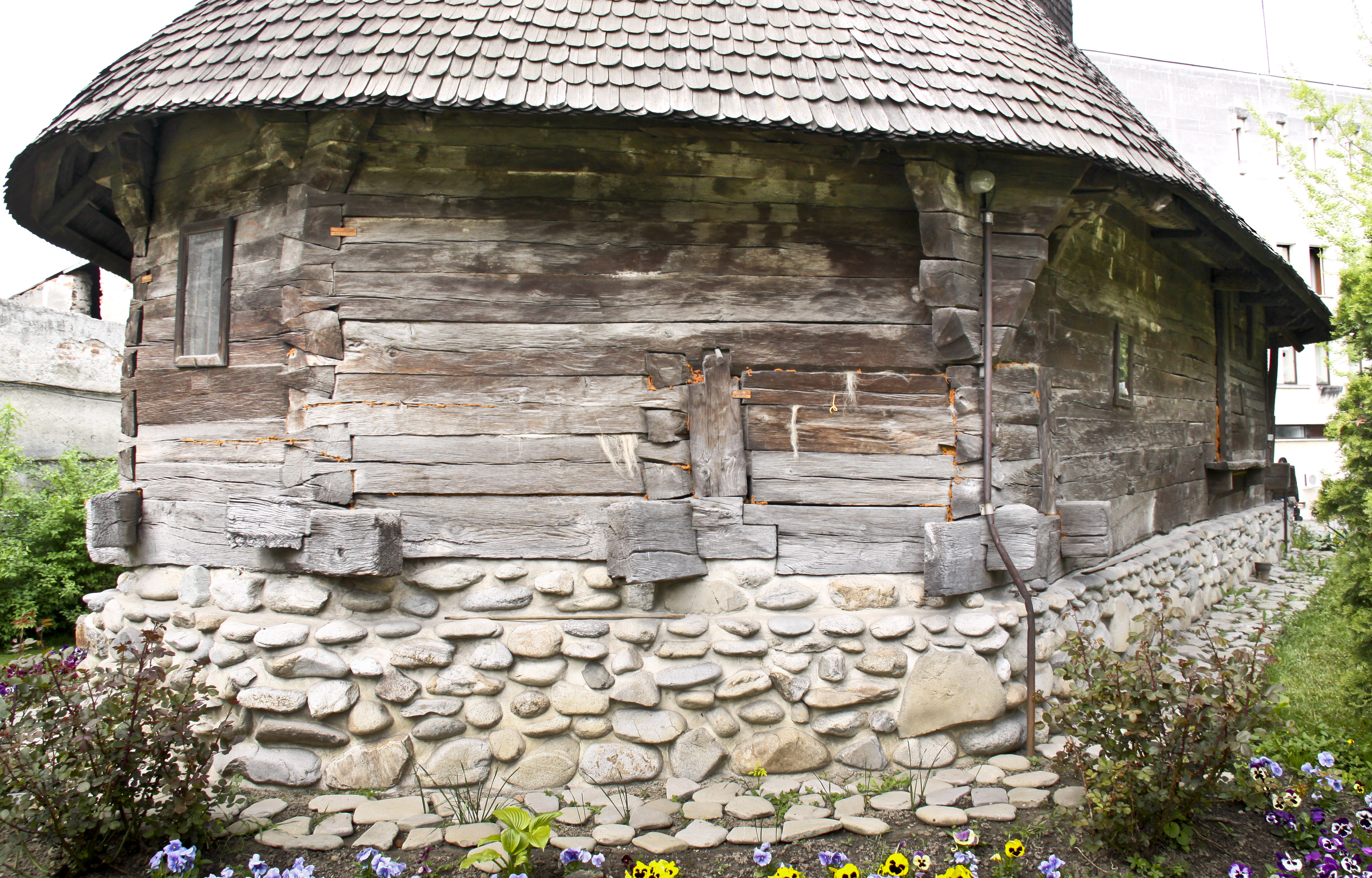
butea, nord-est
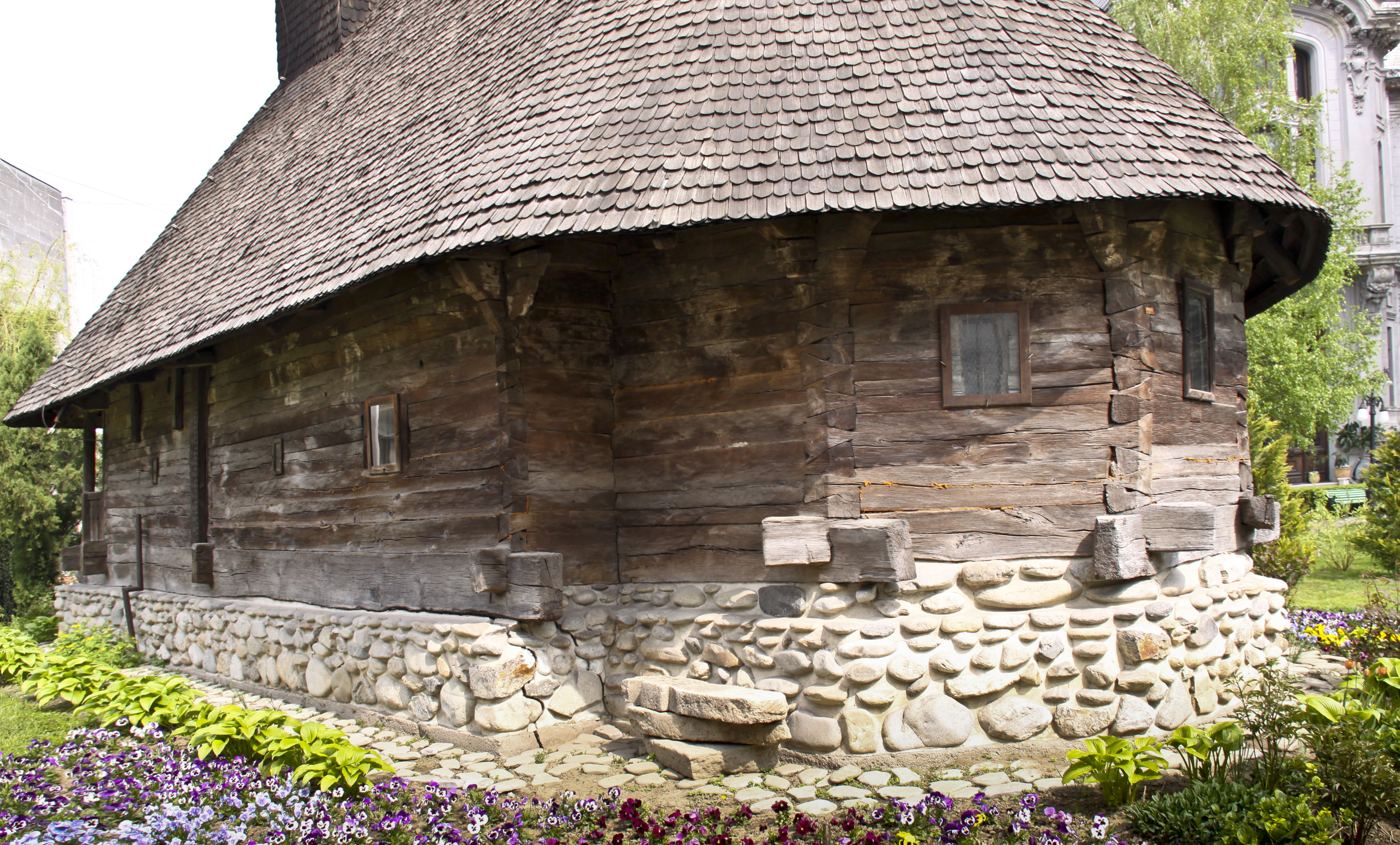
sud-est
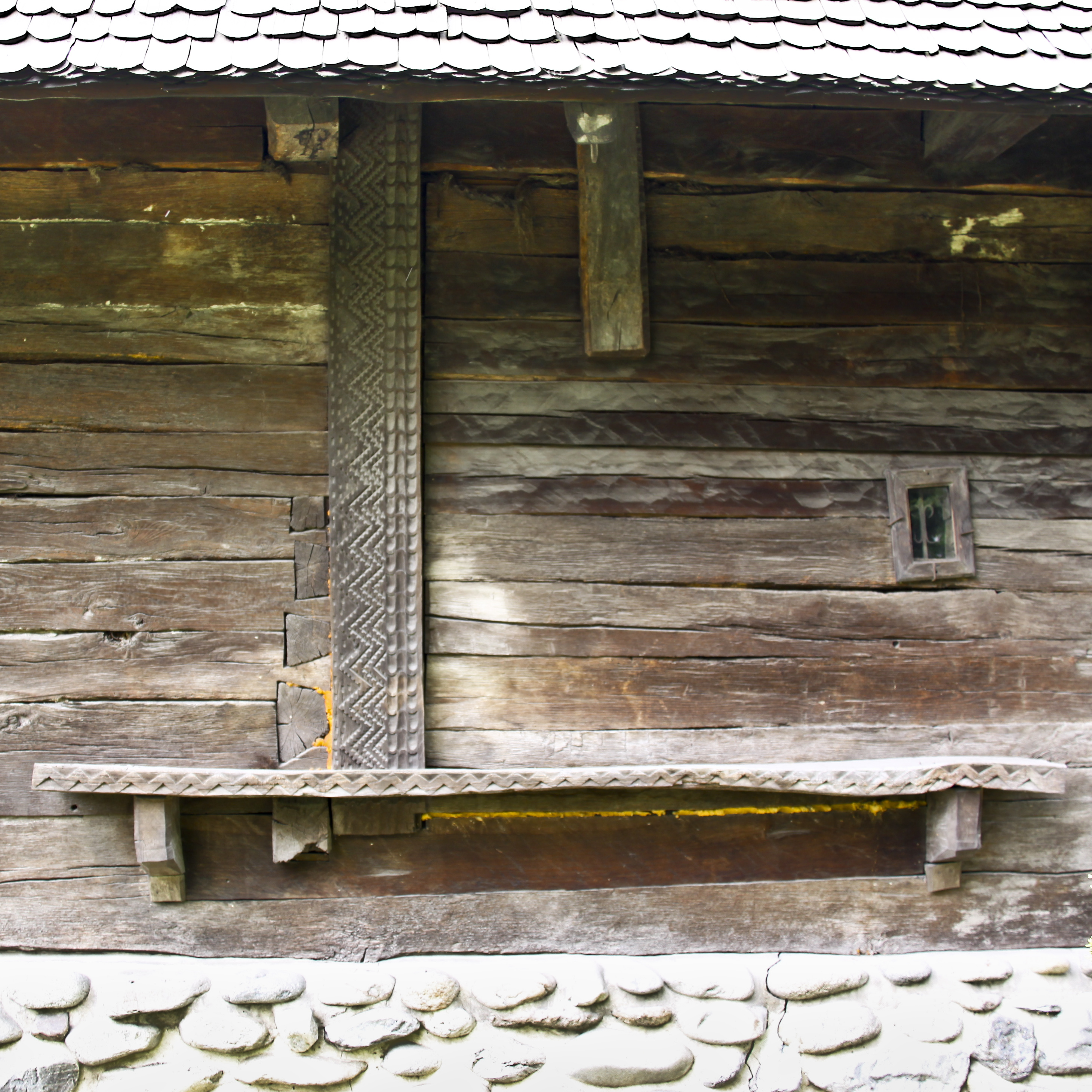
masă moşi
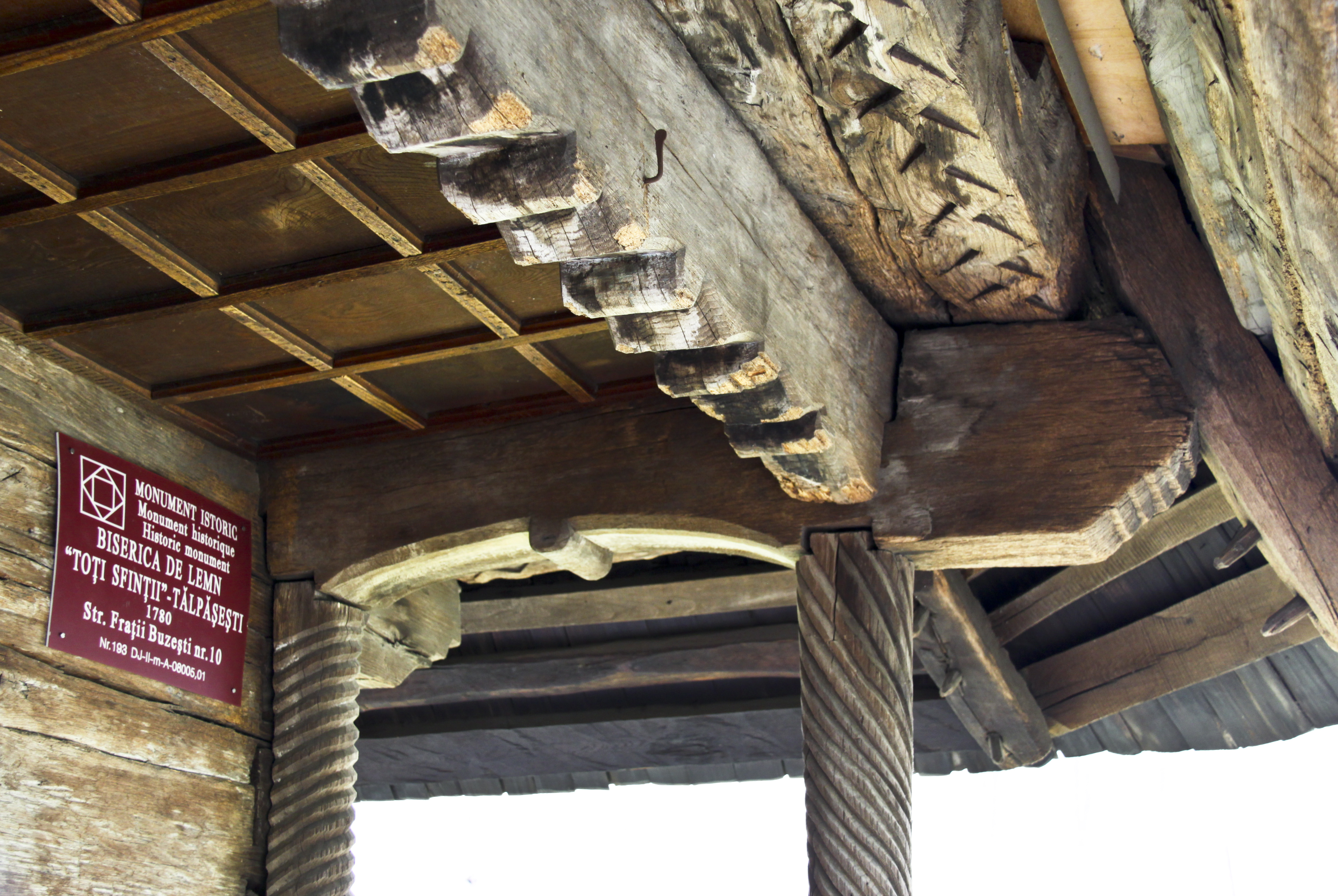
streaşină
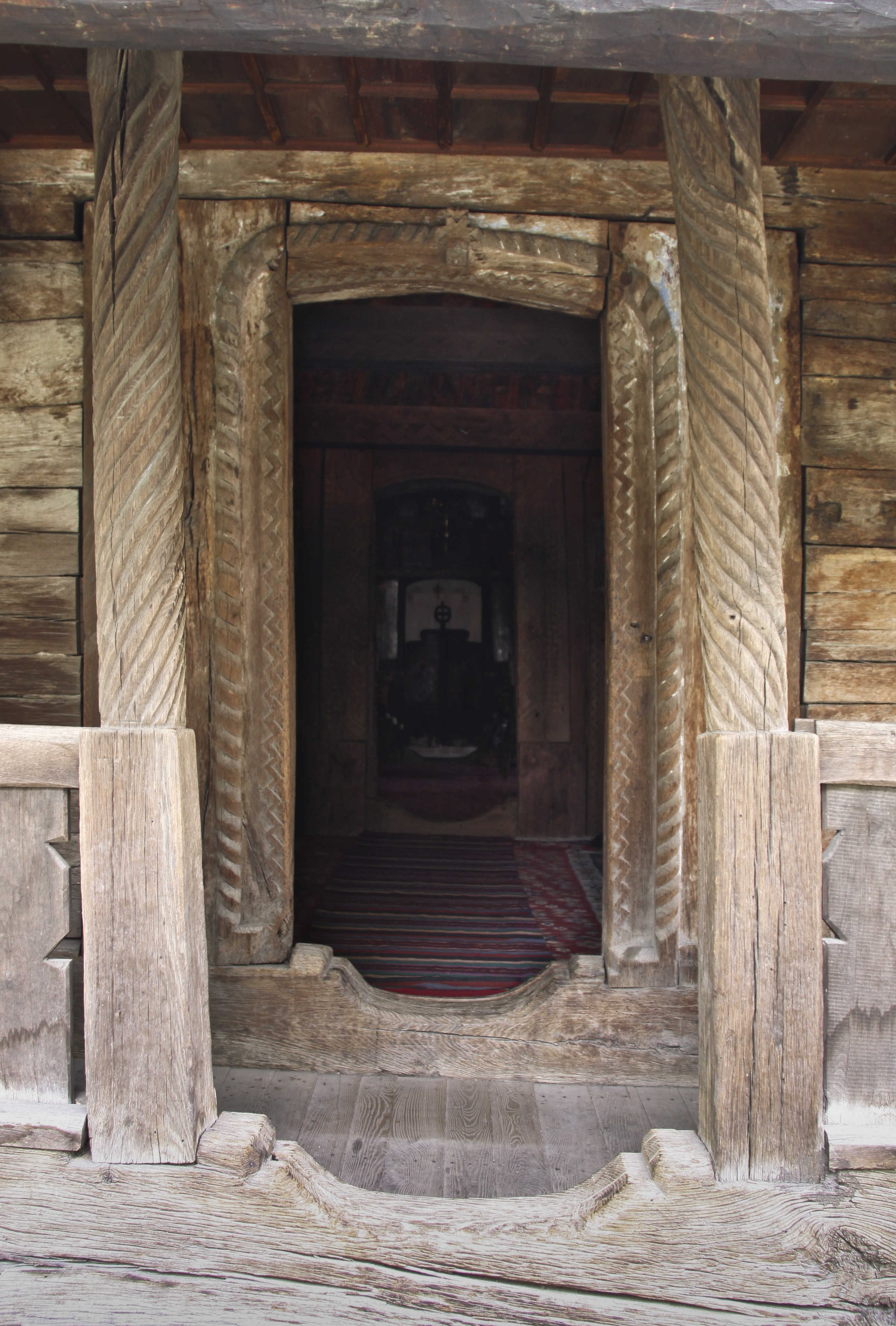
intrare
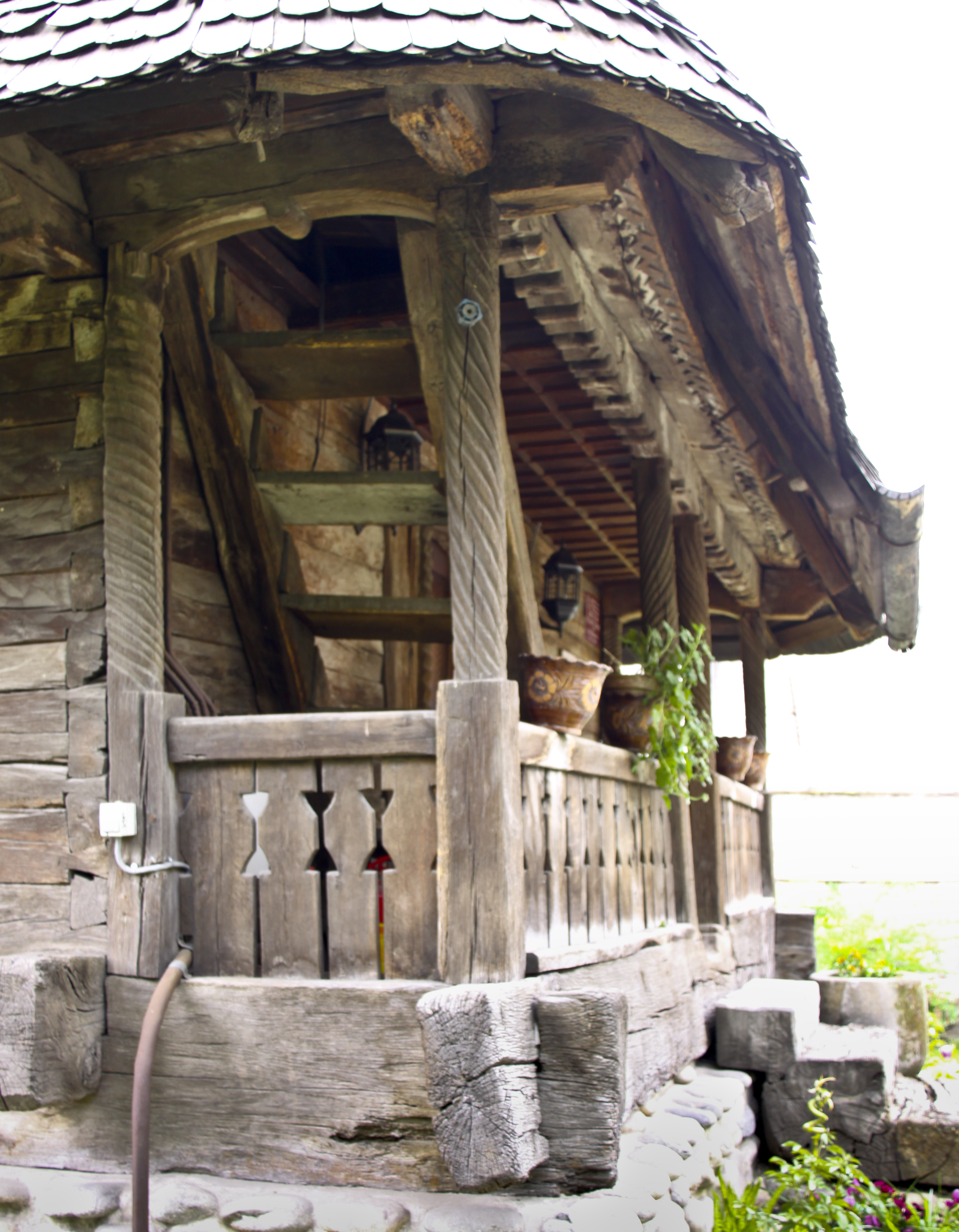
pridvor

## Imagini din interior

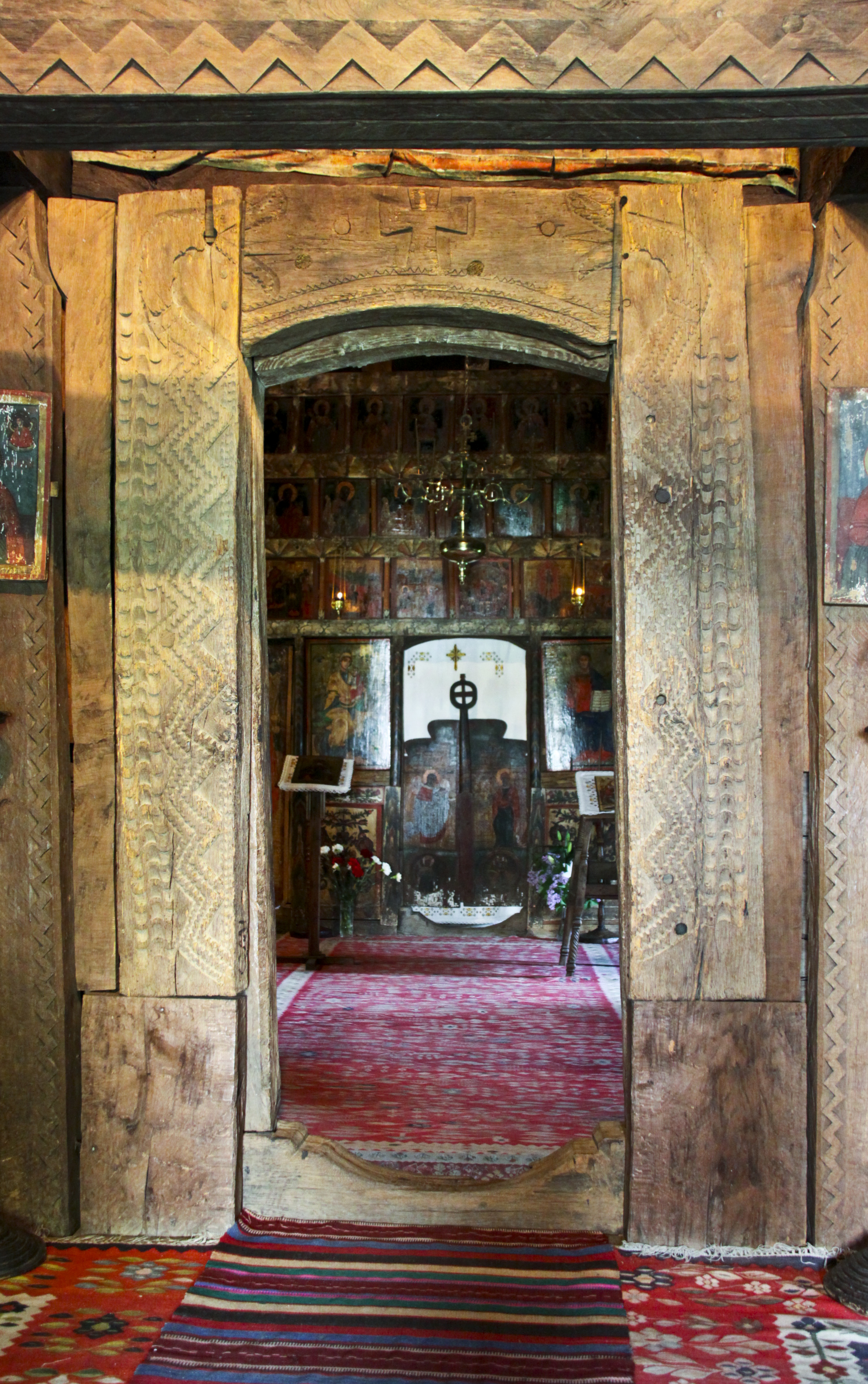
portal naos
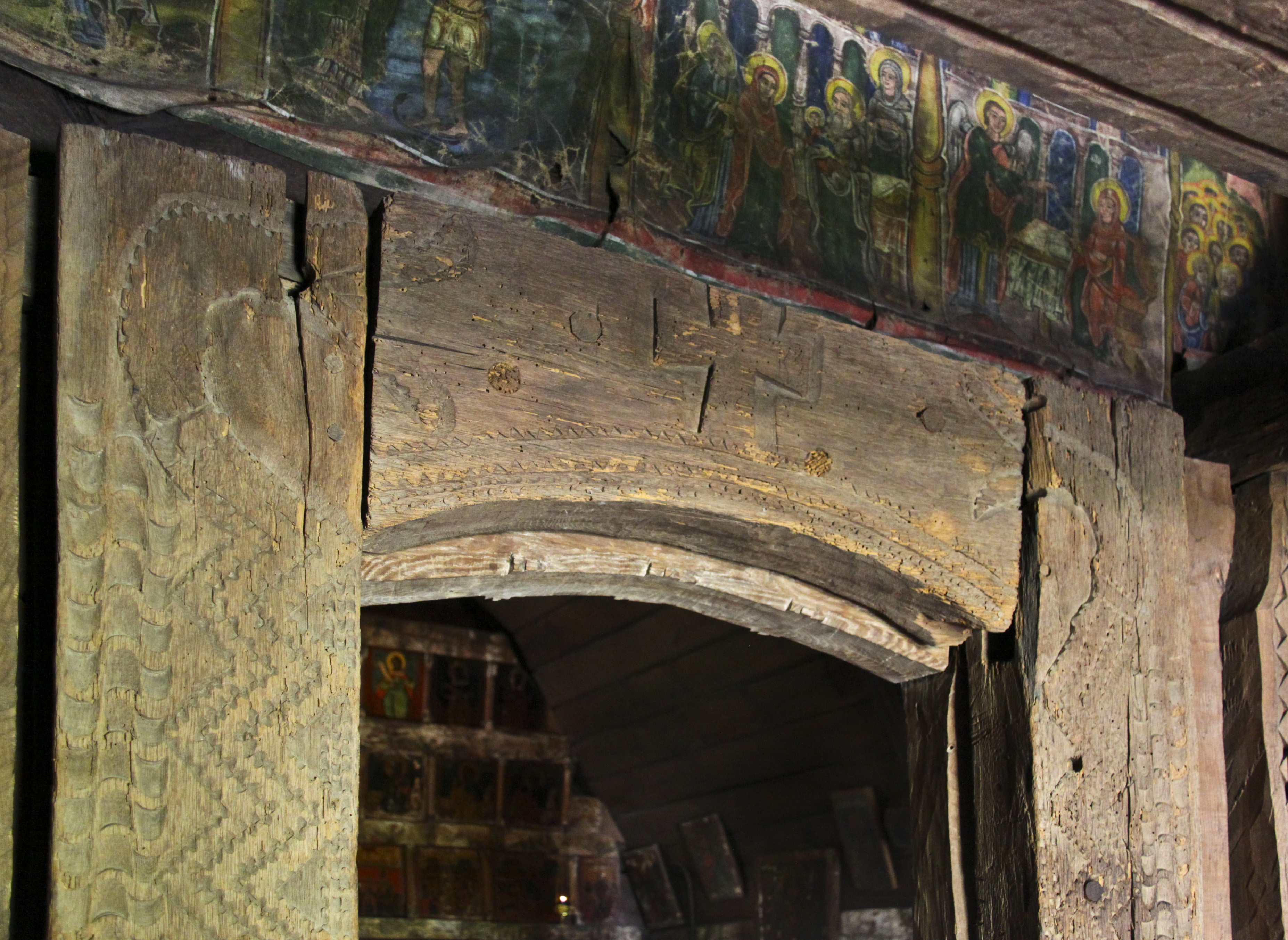
parte superioară portal
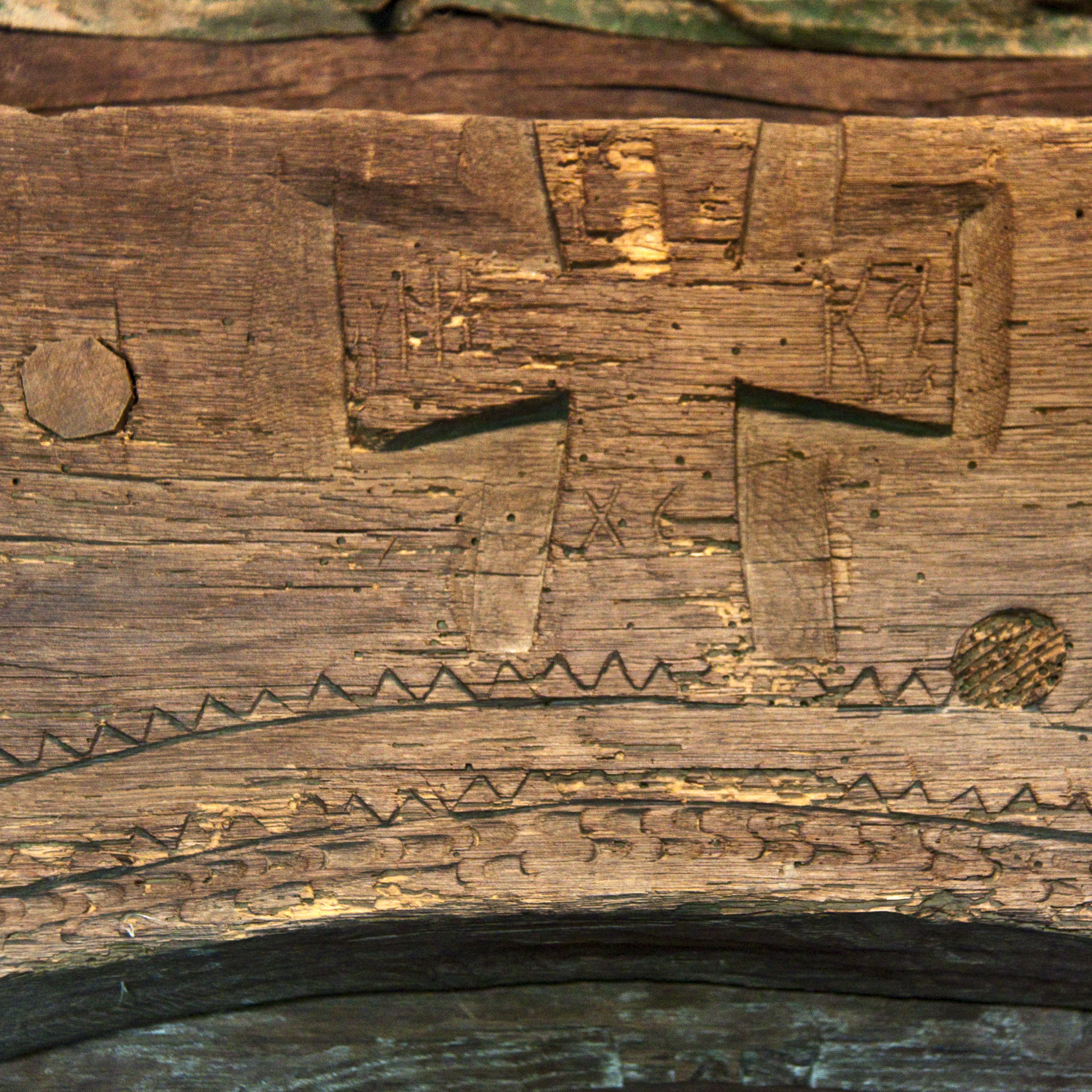
cruce peste intrare
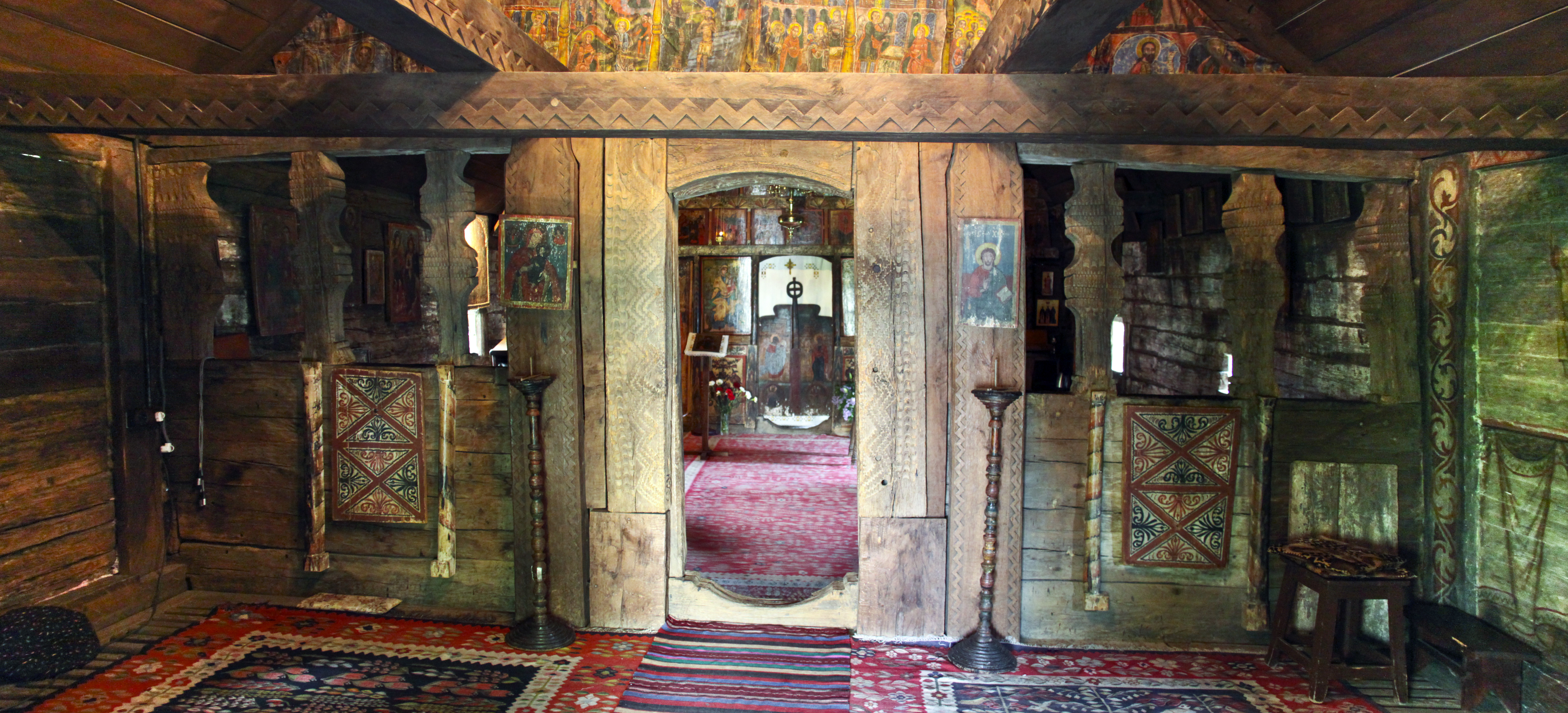
pronaos
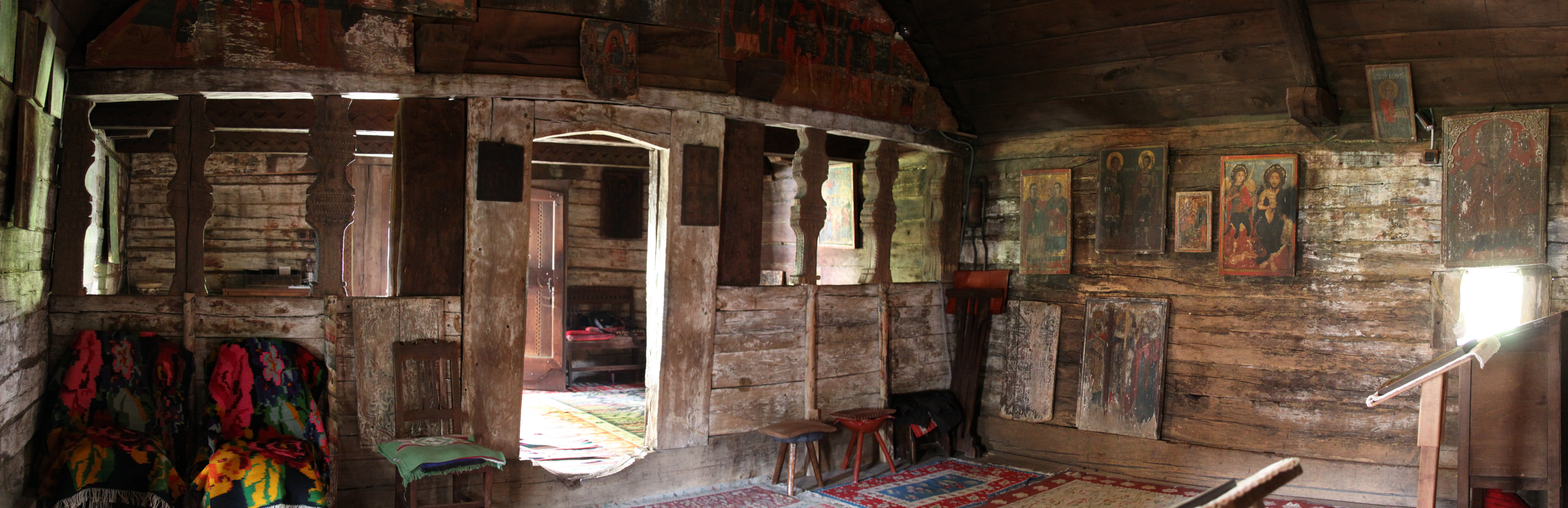
naos
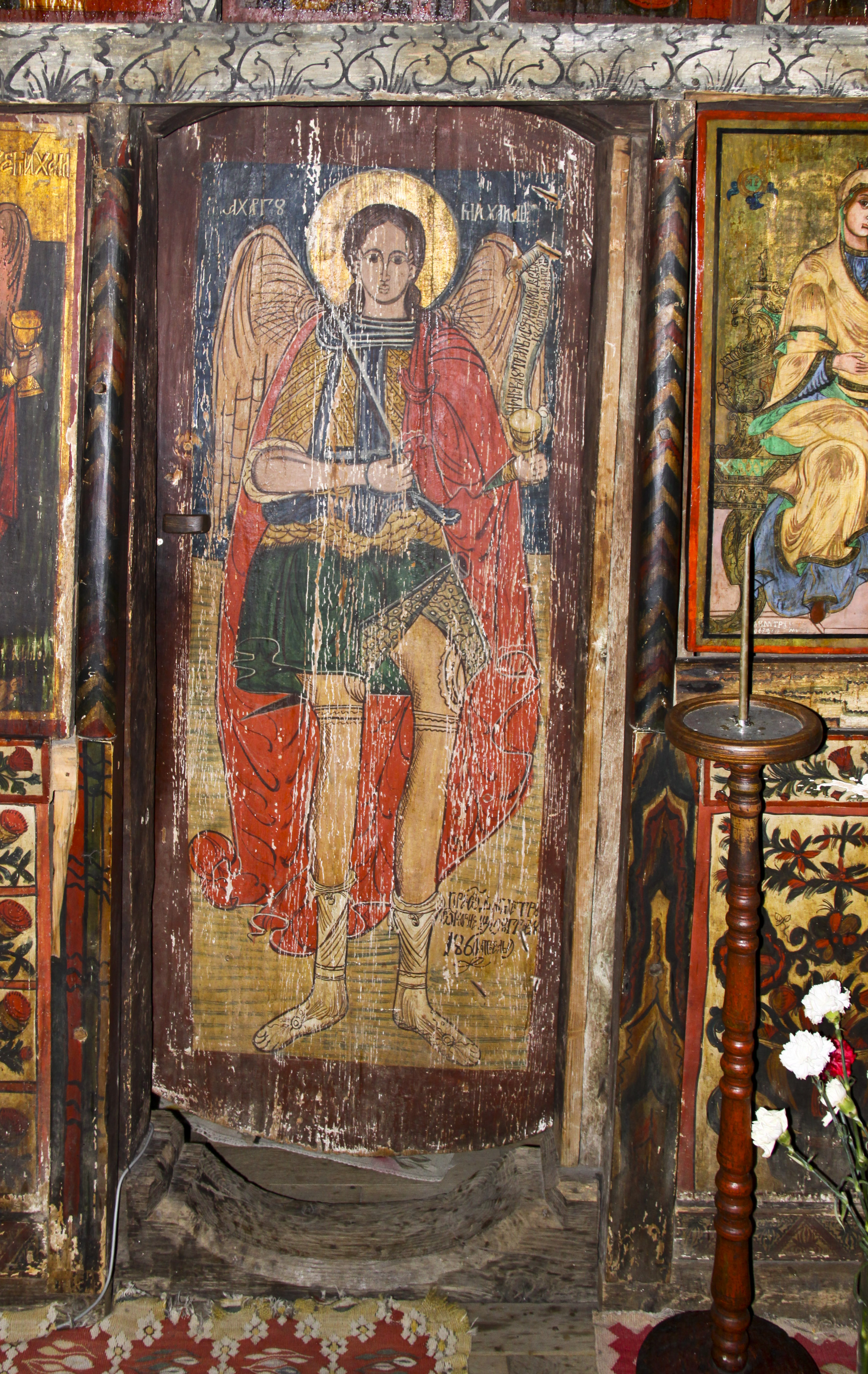
uşa diaconească, 1860
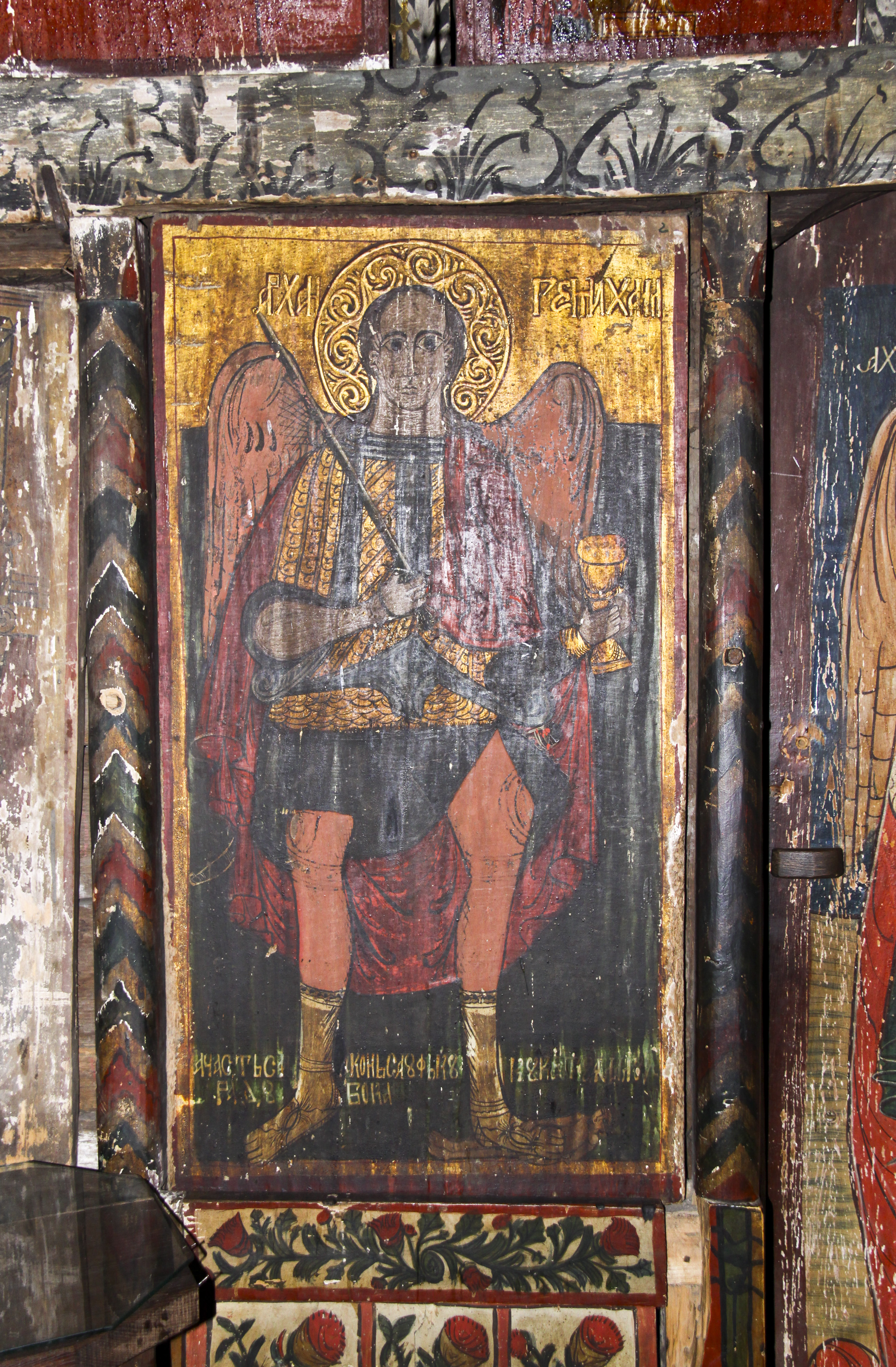
Arhanghelul Mihail, 1860
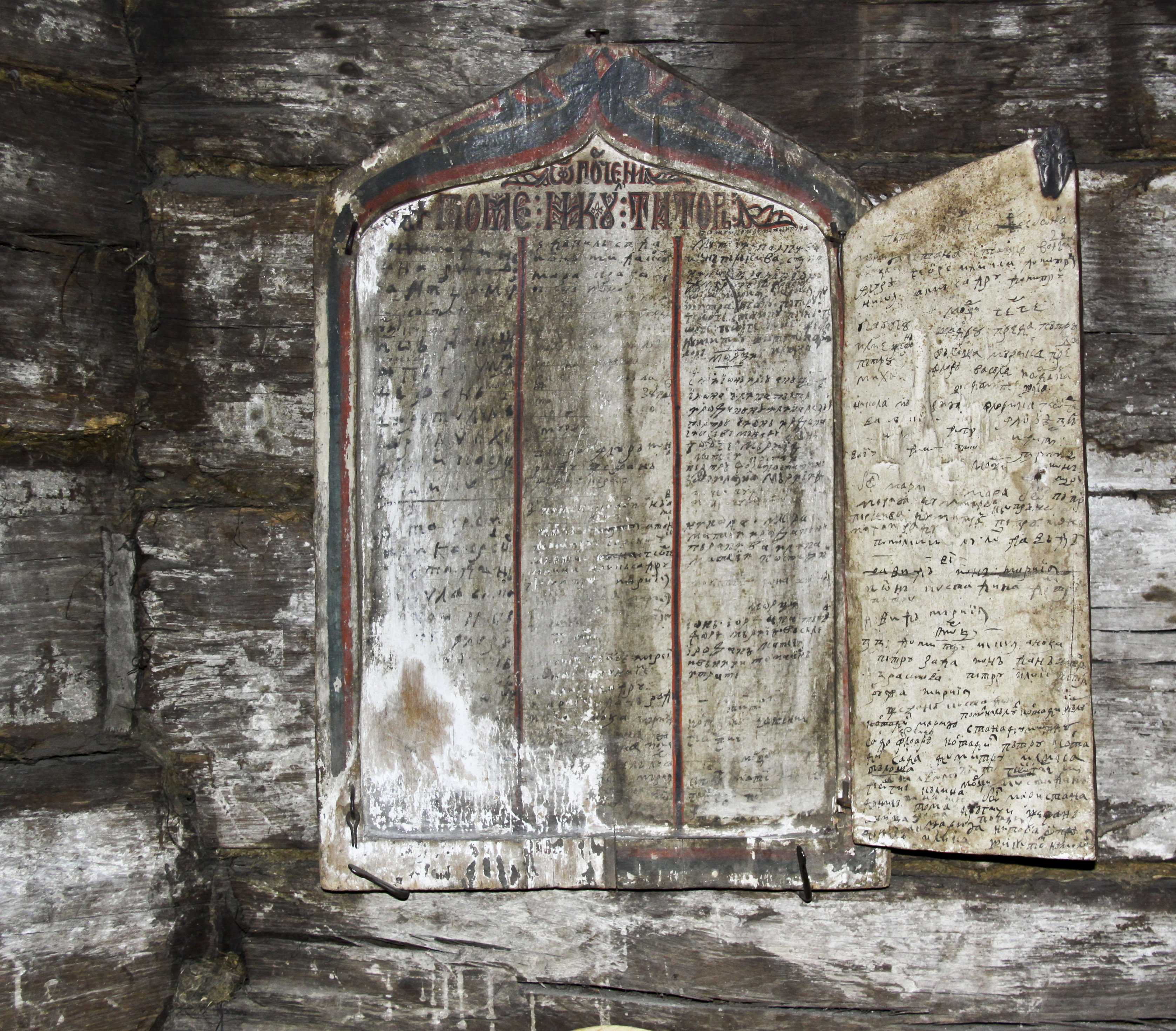
pomelnic mobil din biserica de lemn din Porceni
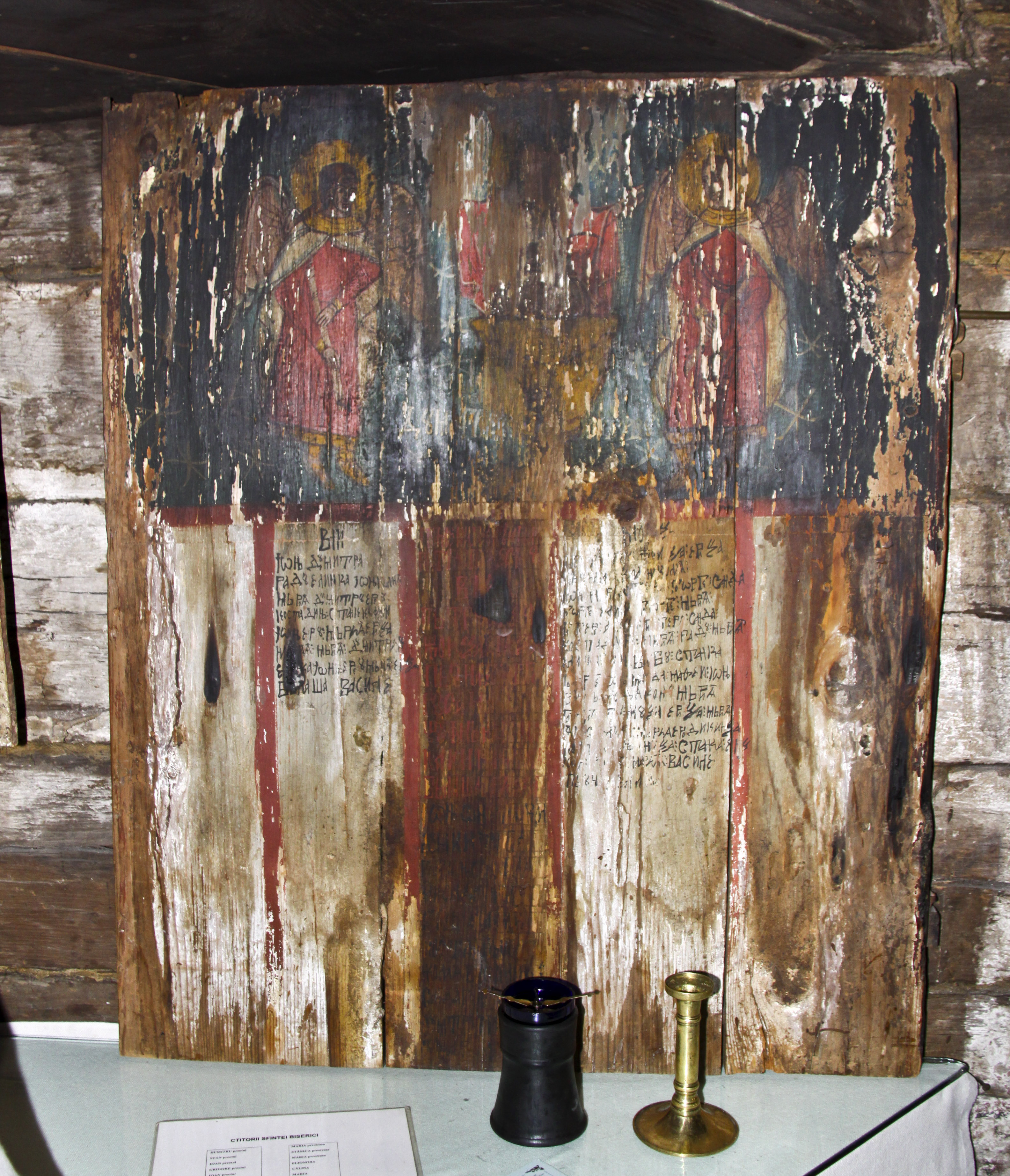
pomelnic
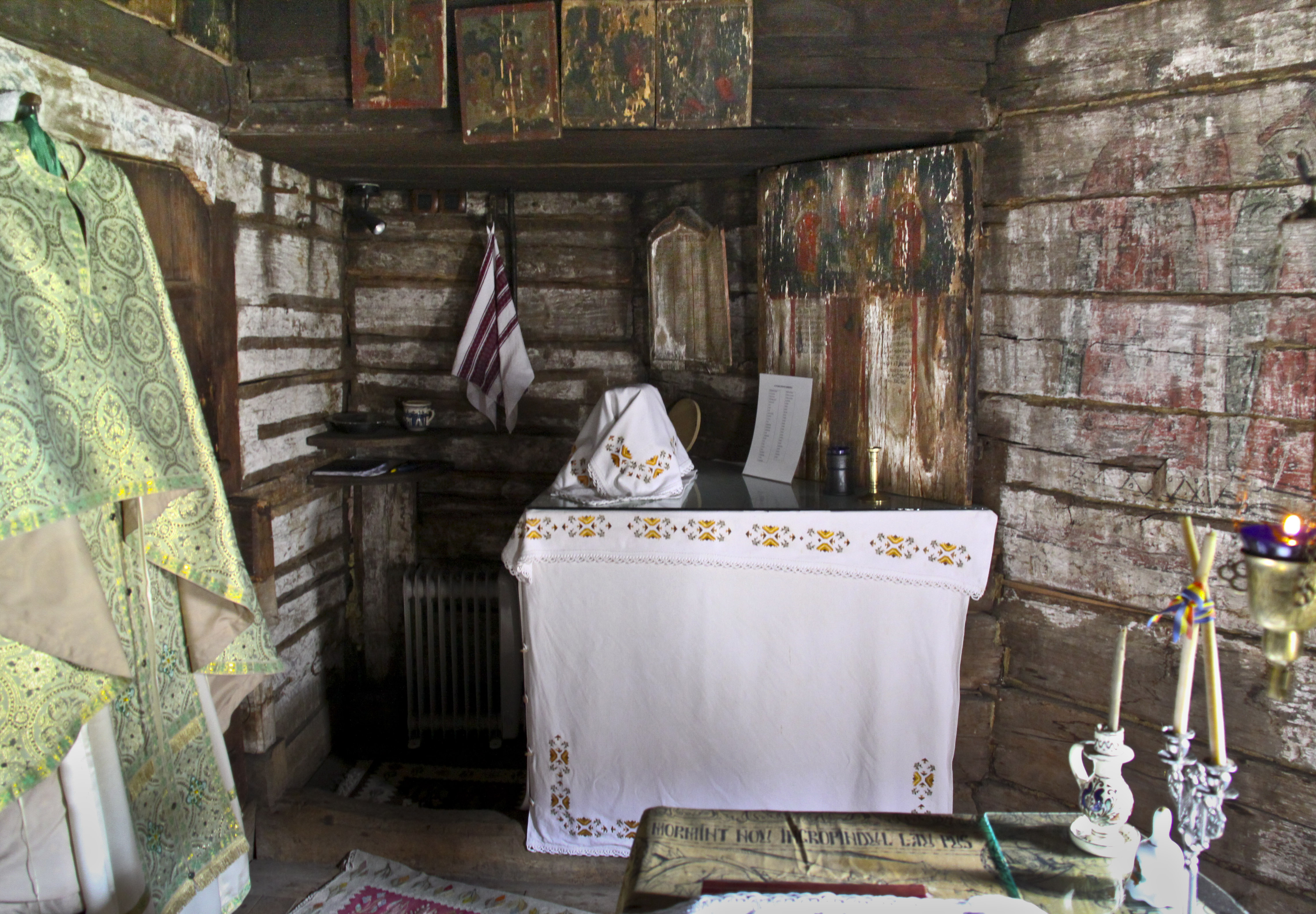
proscomidia
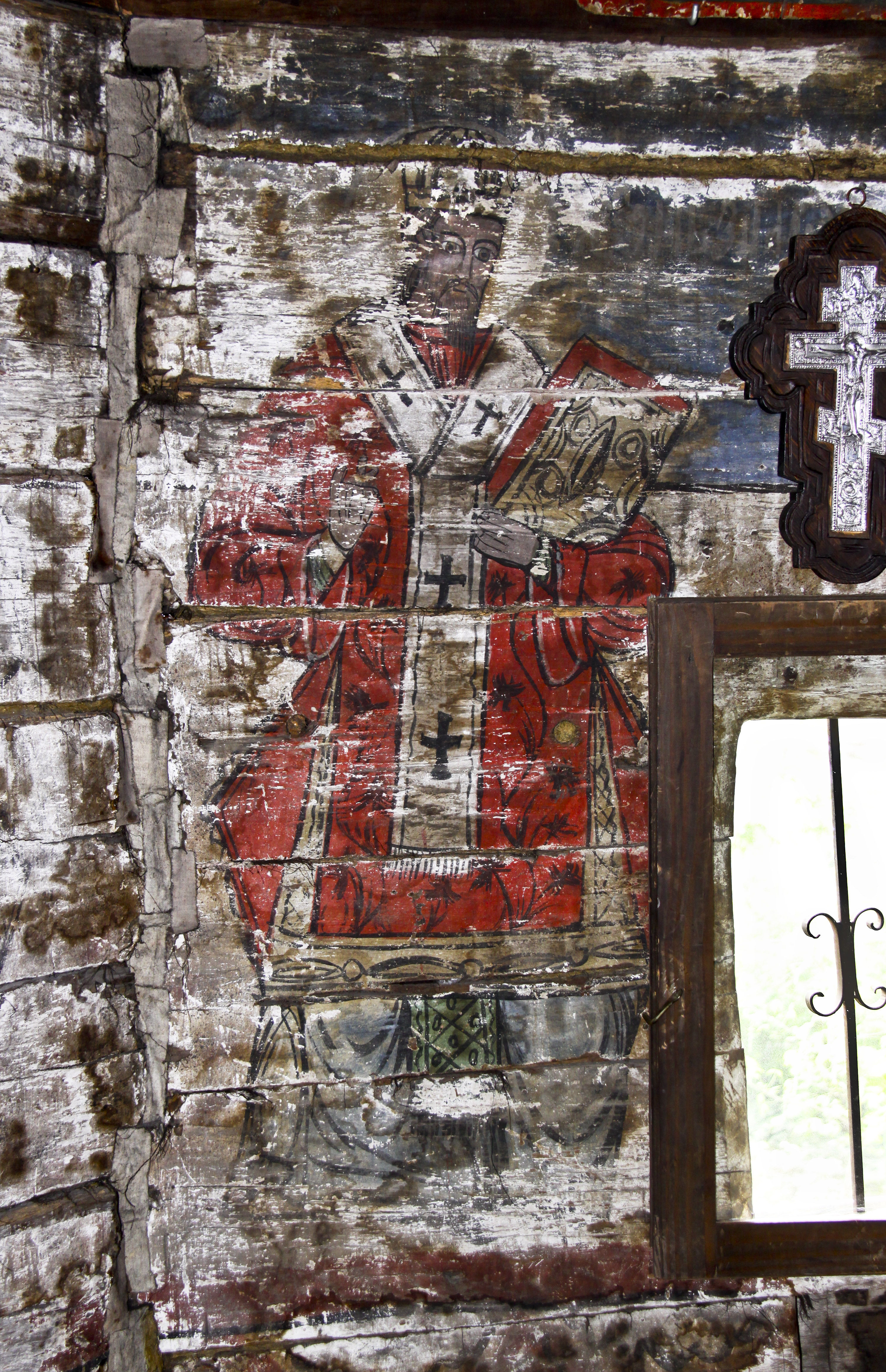
pictură murală în altar
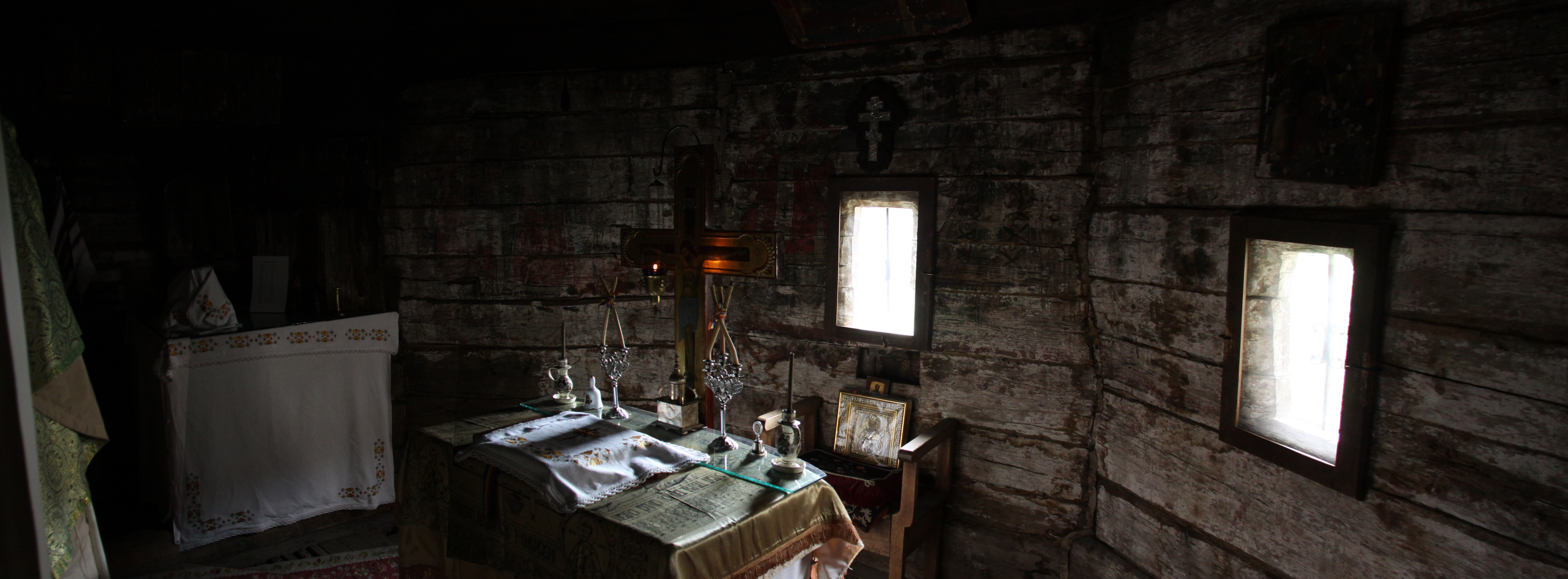
altar